# Oskar Bertram
Oskar Bertram (* 4. November 1890 in Gera; † 12. August 1965 in Wiesbaden) war ein deutscher Generalleutnant der Luftwaffe im Zweiten Weltkrieg.

## Militärische Laufbahn
Bertram trat am 8. März 1911 als Fahnenjunker in das Bergische Feldartillerie-Regiment Nr. 59 in Köln ein, wo er am 18. November 1911 zum Fähnrich sowie am 18. August 1912 zum Leutnant befördert wurde. Nach Ausbruch des Ersten Weltkrieges diente er in diesem Regiment bis Januar 1918 als Zugführer, Batterieoffizier, Bataillonsadjutant und Regimentsadjutant. Im Januar 1918 wurde Bertram, der am 27. Januar 1916 zum Oberleutnant befördert worden war, zur Deutschen Militärmission im Osmanischen Reich entsandt, wo er über das Kriegsende hinaus bis 1919 Ausbildungsoffizier an der osmanischen Feldartillerieschule in Meteio Truizlib bei Konstantinopel war.
Im Oktober 1919 wurde Bertram von der Vorläufigen Reichswehr als Batterieoffizier in das Reichswehr-Artillerie-Regiment 10 übernommen. Im Oktober 1920 erfolgte seine Versetzung in das 6. (Preußisches) Artillerie-Regiment der Reichswehr. Dort war er zunächst Batterieoffizier, wurde am 1. Juli 1922 zum Hauptmann befördert und diente ab Januar 1923 als Chef der 9. Batterie in Wolfenbüttel. Im April 1928 wurde er in den Stab der Kommandantur Wilhelmshaven versetzt, im Oktober 1930 in den Kommandanturstab nach Münster und im Oktober 1932 in den Stab des 4. Artillerie-Regiments in Dresden. Am 1. Oktober 1933 wurde er, bei gleichzeitiger Beförderung zum Major, Kommandeur der ebenfalls in Dresden stationierten 4. Fahr-Abteilung.
Am 1. April 1935 wechselte Bertram zur Luftwaffe und wurde Kommandeur der I. Abteilung des Flak-Regiments 10, wo er am 1. September 1936 zum Oberstleutnant befördert wurde. Am 1. Oktober 1936 wurde er Kommandeur des Flak-Regiments 4. Die Beförderung zum Oberst erfolgte am 1. Oktober 1937.
Am 1. Juni 1939, unter gleichzeitiger Beförderung zum Generalmajor, wurde Bertram zum Höheren Kommandeur der Festungsflak III ernannt; diese Stellung hatte er bis zum 1. April 1940 inne. Vom 10. April 1940 bis 3. Dezember 1940 und noch mal ab 1. September 1941 wurde er als Vertretung für Walter Feyerabend Kommandeur der 2. Flak-Division. Diese Division befehligte er bis zum 11. Januar 1942. Ab 12. Dezember 1941 fungierte der am 1. Juni 1941 zum Generalleutnant beförderte Bertram gleichzeitig als Kommandeur des bisherigen Luftgaustabes z. b. V. 10, der im November 1941 zunächst in Luftgaukommando Ostland und dann in Luftgaukommando Petersburg umbenannt worden war und in Riga stationiert war. Am 12. Januar 1942 wurde Bertram als Offiziersrichter zum Reichskriegsgericht versetzt, wo er bis Juni 1943 verblieb. Danach war er vorübergehend Offizier z.b.V., bis er zu einem unbekannten Zeitpunkt in der zweiten Jahreshälfte 1943 zum Kommandeur der Luftwaffen-Transport- und Kraftwagen-Verbände ernannt wurde.
Bertram schied am 31. Dezember 1944 aus dem Militärdienst aus. Am 8. Mai 1945 kam Bertram in sowjetische Kriegsgefangenschaft, aus der er erst am 7. Oktober 1955 entlassen wurde.

## Auszeichnungen
- Eisernes Kreuz (1914) II. und I. Klasse[4]
- Verwundetenabzeichen (1918) in Schwarz[4]
- Reußisches Ehrenkreuz III. Klasse mit Schwertern[4]
- Eiserner Halbmond[4]